# Puebla de Sanabria

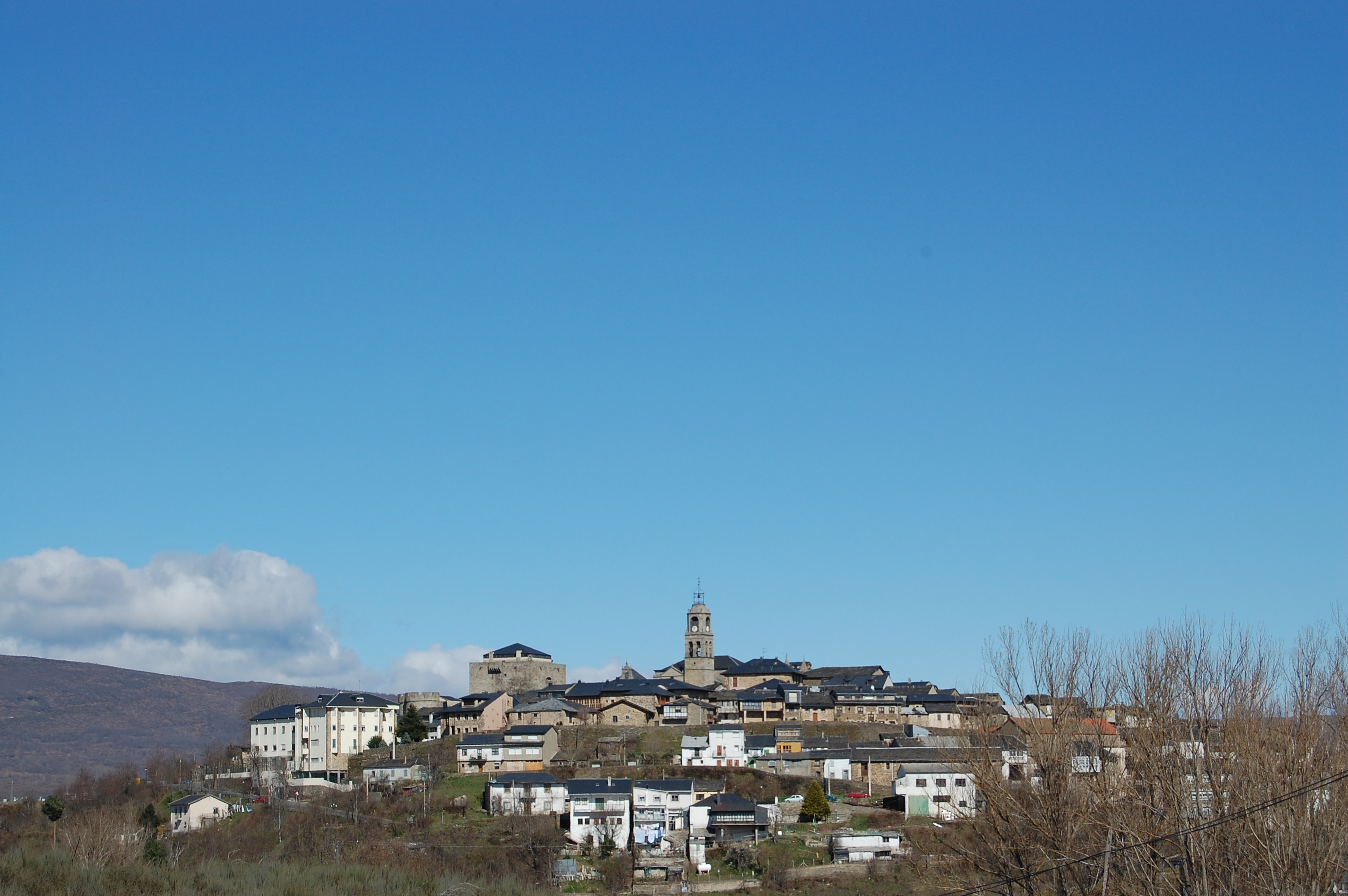
Puebla de Sanabria

Puebla de Sanabria is een gemeente in de Spaanse provincie Zamora in de regio Castilië en León met een oppervlakte van 81,39 km². Puebla de Sanabria telt 1.460 inwoners (1 januari 2016).